# Référendum maltais sur l'adhésion à l'Union européenne
Le référendum maltais sur l'adhésion à l'Union européenne est un référendum organisé à Malte le 8 mars 2003 portant sur l'adhésion de Malte à l'Union européenne.
Le taux de participation est de 90,9 % avec 270 633 votants pour un corps électoral de 297 881 personnes. 53,65 % des votants ont répondu favorablement à la question posée soit 143 094 personnes. 46,35 % des votants ont voté contre cette adhésion, soit 123 628 personnes,.
À la suite de ce résultat, Malte signe le traité d'Athènes en 2003 et intègre l'Union européenne le 1er mai 2004, lors du cinquième élargissement de l'Union européenne.

## Résultats
| Choix                     | Votes   | %     |
| ------------------------- | ------- | ----- |
| Pour                      | 143 094 | 53,64 |
| Contre                    | 123 628 | 46,36 |
|                           |         |       |
| Votes valides             | 266 722 | 98,55 |
| Votes blancs et invalides | 3 928   | 1,45  |
| Total                     | 270 650 | 100   |
| Abstention                | 27 231  | 9,14  |
| Inscrits/Participation    | 297 881 | 90,86 |

Êtes-vous d'accord pour que Malte devienne un membre de l'Union européenne à la suite de l'élargissement qui prendra effet le 1er mai 2004 ? ?
| Pour 143 094 (53,64 %) |  |  | Contre 123 628 (46,36 %) |
| ▲                      |  |  |                          |
| Majorité absolue       |  |  |                          |

## Sources